# Världar i krig
Ej att förväxla med Poul Andersons roman Världar i krig från 1959, med originaltiteln The War of Two Worlds.
Världar i krig, originaltitel: The Stars, Like Dust, är en science fiction-roman av Isaac Asimov från 1951. Den utkom 1954 i svensk översättning av Otto Ringheim. Världar i krig ingår, tillsammans med Dömd planet och Förbjuden värld, i bokserien "Imperieromanerna".

## Handling
Kriget mellan den fjärran planeten Tyrann och de andra planeterna i rymdens talrika solsystem.